# Ponte continentale
Il ponte continentale è un ipotetico collegamento sotto forma di grande lingua di terra o istmo che unirebbe due o più continenti.
All'inizio del XX secolo tutti i paleontologi più autorevoli, per spiegare identità o similarità floristiche e faunistiche tra continenti differenti, ammettevano che tra essi potessero essere esistiti, specialmente durante l'era mesozoica, dei ponti continentali.
Questi sarebbero in seguito sprofondati negli oceani.
Era accettata con particolare favore l'ipotesi di connessione tra Brasile e Africa, tra Argentina e Antartide, tra Nord America e Europa, tra India e Madagascar; quest'ultima era nota come Lemuria.
Alfred Wegener, dopo aver indagato a fondo sulla distribuzione attuale e passata di vari organismi, rigettò, sulla base di evidenze geofisiche e del principio dell'isostasia, la possibilità che questi fantomatici ponti continentali fossero sprofondati e spariti negli oceani. L'unica ragionevole conclusione che si poteva trarre, afferma Wegener, è che i continenti oggi separati si siano staccati e allontanati, spostandosi lateralmente, a partire da un unico originario supercontinente, la Pangea.
I ponti di terra tra due aree continentali, o tra isole, o tra isole e continenti sono però esistiti, non com'era immaginato dalla comunità geologica prima degli anni '50, quando la teoria della tettonica a placche venne accettata, ma come terre che emergevano temporaneamente durante un'età glaciale o una regressione marina.
Il più noto di questi è il ponte di Beringia (si veda l'illustrazione sottostante), che collegava periodicamente America ed Eurasia, permettendo anche un notevole interscambio faunistico (leoni, ghepardi, equidie camelidi sono originari del nuovo mondo), nonché la migrazione di gruppi umani dall'Asia in America e quindi la colonizzazione da parte dell'uomo dei continenti americani.
|  |  |  |